# Carteris proliferalis
Carteris proliferalis är en fjärilsart som beskrevs av Walker 1858. Carteris proliferalis ingår i släktet Carteris och familjen nattflyn. Inga underarter finns listade i Catalogue of Life.